# Krystyna Grzybowska (pisarka)
Krystyna Grzybowska (ur. 12 kwietnia 1902 w Krakowie, zm. 23 czerwca 1963 tamże) – dramatopisarka, prozaiczka, autorka książek dla dzieci i młodzieży, krytyk teatralny.

## Życiorys
Córka historyka prawa i rektora UJ Stanisława Estreichera i Heleny z domu Longchamps de Berier, wychowanka Gimnazjum Urszulanek w Krakowie. Studiowała filozofię i polonistykę na Wydziale Filozoficznym UJ. Debiutowała w 1924 r. na łamach „Bluszczu”. W następnym roku przebywała w celach leczniczych w Szwajcarii, Włoszech i Francji. Po powrocie podjęła pracę jako przedszkolanka. Od 1932 r. publikowała na łamach krakowskiego „Czasu” jako krytyk teatralny, od 1934 r. redagując samodzielny dodatek do dziennika „Przegląd Artystyczno-Literacki” (co dwa tygodnie ukazujący się jako „Przegląd Teatralny”). W 1933 r. opublikowała w „Czasie” w formie żartu mistyfikację literacką Nieznany list Juljusza Słowackiego, który został omyłkowo włączony przez Tadeusza Piniego do zbiorowego wydania dzieł poety. Pracowała też w Komisji Teatralnej Miasta Krakowa i współpracowała z krakowską rozgłośnią Polskiego Radia jako autorka wielu słuchowisk. W 1935 r. odbyła podróż teatralną po Bałkanach z przedstawieniem Ludwika Hieronima Morstina Mikołaj Kopernik.
Na początku wojny została wysiedlona z rodziną z zajętego przez Niemców mieszkania na Pl. Szczepańskim w Krakowie, niedługo też straciła oboje rodziców: ojciec aresztowany w ramach tzw. Sonderaktion Krakau zginął w obozie w Sachsenhausen w grudniu 1939 r., zaś matka zmarła wkrótce potem. W tym czasie przebywała często wraz z rodziną w pałacu Morstinów w Pławowicach, gdzie ukrywało się wiele osób, współpracowała z Radą Główną Opiekuńczą, po powstaniu warszawskim organizowała pomoc dla wysiedlonych warszawiaków. Po wojnie w redakcji „Listów z Teatru”, pisała też popularne sztuki teatralne (Promieniści, 1946 -- o Mickiewiczu, Maryli i Puttkamerze; A działo się to w zapusty, 1949 – o Edwardzie Dembowskim; Spotkanie w Tatrach, 1950; Sprawa Marty, 1954; Szałas -- opublikowana w Dialogu nr 12, 1957). W późniejszych latach zwróciła się ku rozmaitym gatunkom prozy, w tym powieściom dla dzieci i młodzieży.
Śmierć przerwała pracę nad jej opus magnum -- Kroniką rodzinną rodu Estreicherów, wydaną pośmiertnie w 1969 r. Inspiracją dla tej powieści biograficznej, mającej początkowo nosić tytuł Gdzie cytryna dojrzewa, stała się korespondencja i dzienniki rodzinne, które jej ojciec, Stanisław Estreicher, przeznaczył jako materiał literacki dla córki. W maszynopisie pozostała inna jej powieść biograficzna Sokoliki, poświęcona młodości i rodzinnej wsi jej babki Wandy z Dybowskich Longchamps de Berier (1842-1915), współzałożycielki Stowarzyszenia im. Klaudyny Potockiej, tzw. lwowskich Klaudynek.

## Życie prywatne
Była wnuczką historyka literatury Karola Estreichera (st.), siostrą historyka sztuki Karola Estreichera (mł.) i statystyczki Ewy z Estreicherów Grodzickiej. W 1927 r. wyszła za mąż za Konstantego Grzybowskiego, prawnika. Z tego małżeństwa mieli syna Stanisława Grzybowskiego, historyka, i córkę Teresę, żonę pisarza Macieja Słomczyńskiego. 
Była miłośniczką Tatr. Została pochowana na cmentarzu Rakowickim w Krakowie, w grobowcu rodzinnym, w kwaterze Ba.

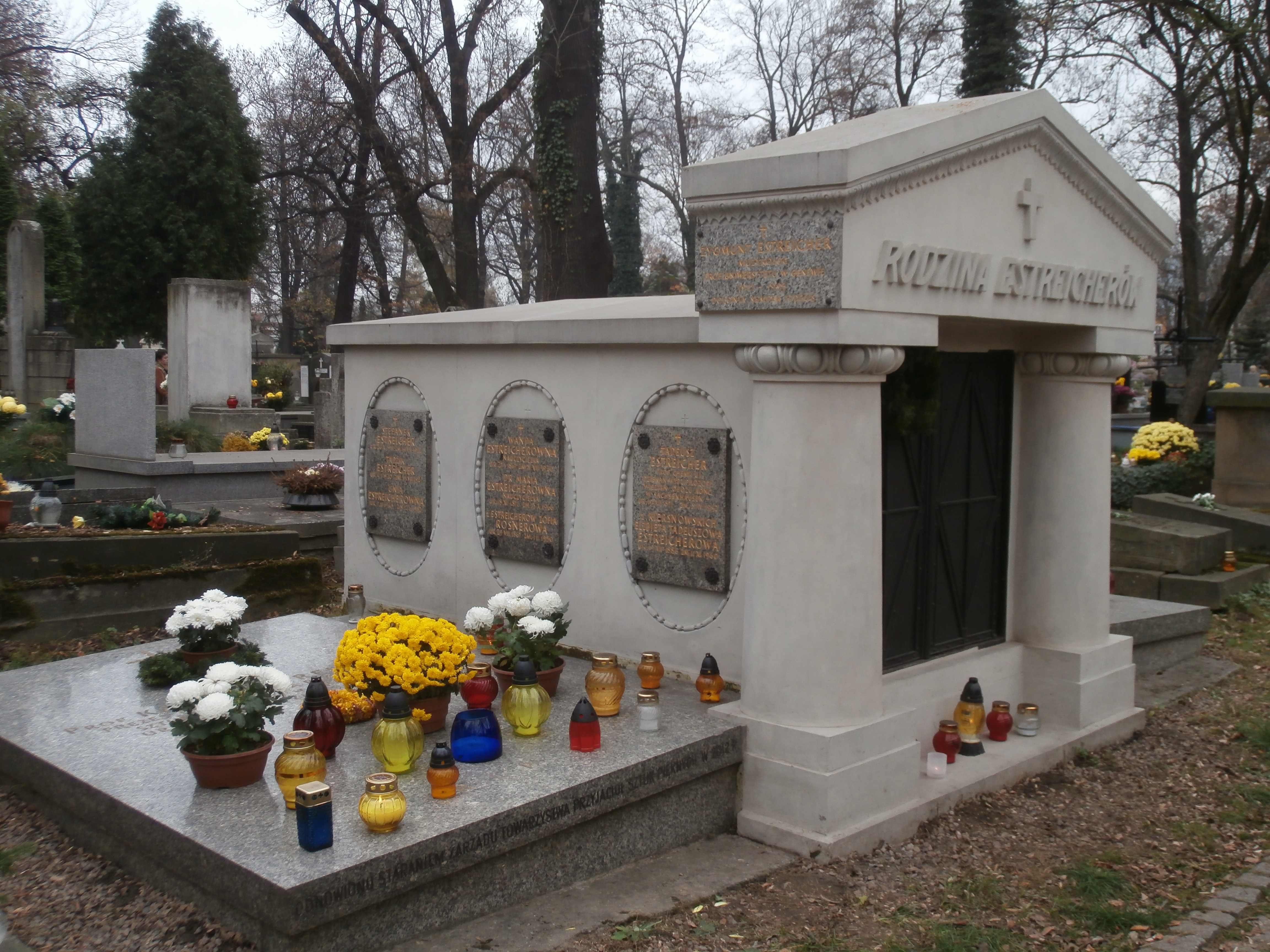
Grobowiec rodziny Estreicherów na cmentarzu Rakowickim (2013)

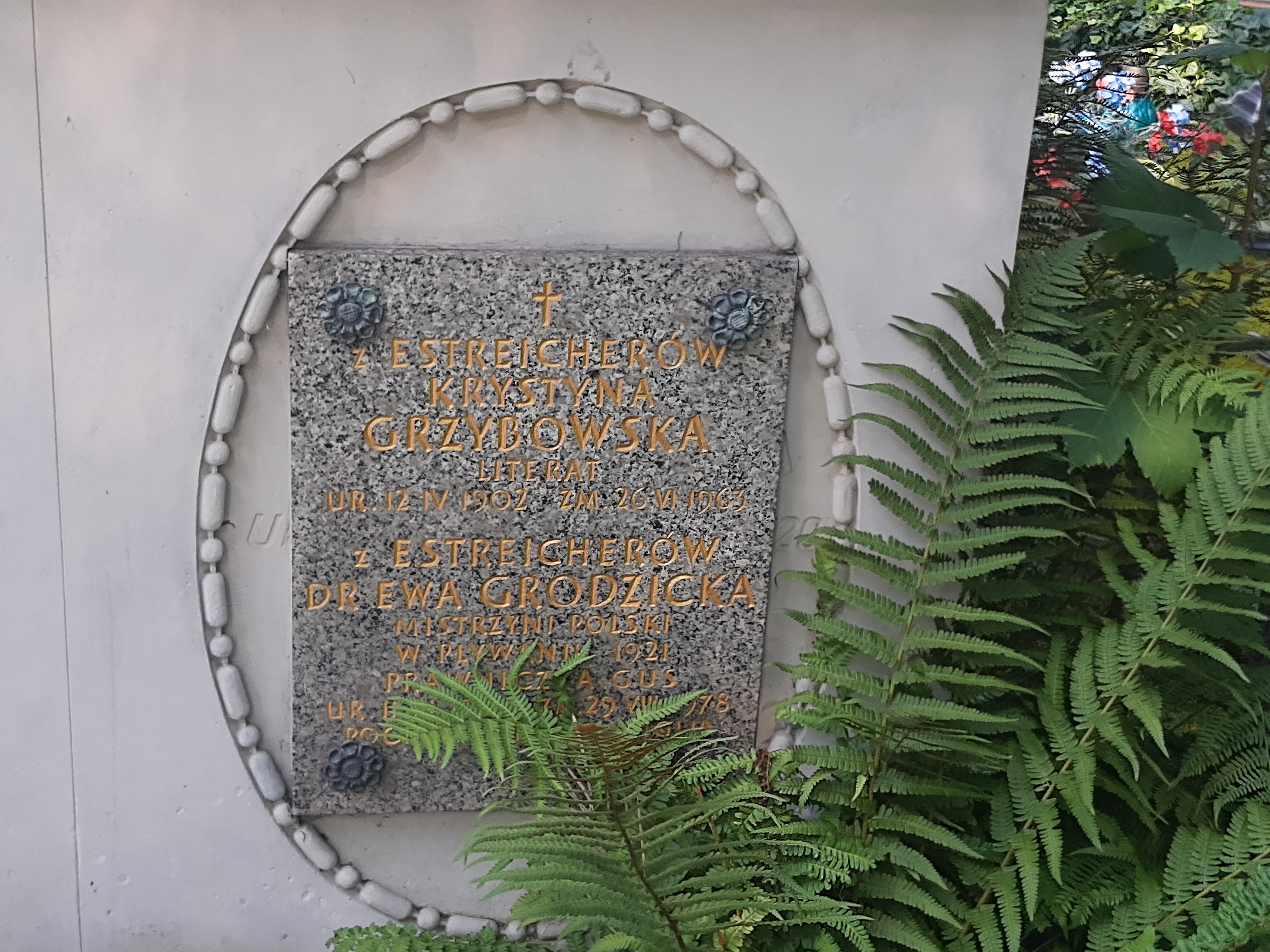
Płyta nagrobna Krystyny Grzybowskiej i jej siostry Ewy Grodzickiej w rodzinnym grobowcu Estreicherów

## Twórczość
- Penelopa i mandarynki: Reportaż z podróży po Grecji, Nasza Księgarnia, Warszawa, 1959.
- Zuzia (powieść autobiograficzna), Nasza Księgarnia, Warszawa, 1960, 1962, 1968.
- Julian czyli O końcu świata: Żart z pewnym sensem (powieść fantastyczna), Wydawnictwo Literackie, Kraków, 1961.
- I ja i Franuś (powieść z motywami autobiograficznymi), Nasza Księgarnia, Warszawa, 1962, 1982.
- Kronika rodzinna, 1969, Ossolineum, Wrocław (wznowiona przez Wydawnictwo Literackie w 1999 i 2010 pod tytułem Estreicherowie: Kronika rodzinna, bogato ilustrowana, zaopatrzona w tablicę genealogiczną rodziny Estreicherów).